# Moblog
Moblog – blog, do którego treść przesyłana jest za pomocą urządzenia mobilnego np. z telefonu komórkowego lub  urządzenia typu PDA. Serwisy moblogowe najczęściej wykorzystują do przesyłania danych MMS-y lub e-mail.
Większość moblogów ma formę fotoblogów działających wedle zasady „jeden obraz wart jest tysiąca słów”.  Rozpowszechnienie telefonów komórkowych z aparatami fotograficznymi dało blogerom możliwość uwiecznienia każdego momentu na zdjęciu i wysłania go na swój blog z dowolnego miejsca.
moBlogi zyskały początkową popularność w Japonii, gdzie najwcześniej dostępne były telefony wyposażone w aparaty.
Termin „moblogowanie” (moblogging) stworzył Adam Greenfield w 2002 r. Zorganizował on The First International Moblogging Conference w 2003 r. w Tokio.
Pierwszy serwis moblogowy w Polsce, moBlog.pl, sponsorowany przez firmę Nokia, powstał w 2005 r